# بوب باتون
بوب باتون (بالإنجليزية: Bob Patton)‏ هو لاعب كرة قدم أمريكية أمريكي، ولد في 21 أكتوبر 1954 في Marine Corps Base Camp Lejeune ‏ في الولايات المتحدة.

## وصلات خارجية
- بوب باتون على موقع مرجع كرة القدم المحترفة.كوم (الإنجليزية)